# Зайцев Ювеналій Петрович
Зайцев Ювеналій Петрович (нар. 18.04.1924, с. Байрамча, жудець Четатя-Албе, Румунське королівство (тепер Білгород-Дністровського району Одеської області) — пом. 08.01.2020, Одеса) — український радянський гідробіолог, академік НАН України (з 1997), доктор біологічних наук, заслужений діяч науки і техніки України (2003), лауреат державної премії України в галузі науки і техніки (2013) та премії імені І. І. Шмальгаузена НАН України (1996).
Закінчив біологічний факультет Одеського університету (1949). З 1972 і до 1989 року — керівник Одеського відділення Інституту біології південних морів (тепер Інститут морської біології НАН України).
Основні праці присвячені питанням гідробіології й іхтіології, зокрема вивченню біології контурних областей моря (на його межах з атмосферою, суходолом і річками) з позицій охорони й відтворення живих ресурсів моря.
Довів існування нейстонного комплексу організмів і показав важливе значення його в житті водойми та в кругообігу речовин у природі.